# Jhojan Caicedo
Jhojan Caicedo (Candelaria, Valle del Cauca, Colombia; 30 de septiembre de 1992) es un futbolista colombiano. Juega de mediocampista y su equipo actual es el Real Cartagena de la Categoría Primera B colombiana.

## Selección nacional

### Participaciones en Copas del Mundo
| Mundial                     | Sede    | Resultado    | Partidos | Goles |
| --------------------------- | ------- | ------------ | -------- | ----- |
| Copa Mundial Sub-17 de 2009 | Nigeria | Cuarto lugar | 4        | 0     |

## Clubes
| Club              | País     | Año             |
| ----------------- | -------- | --------------- |
| Boyacá Chicó      | Colombia | 2009 - 2010     |
| Deportivo Pereira | Colombia | 2011            |
| Real Cartagena    | Colombia | 2013 - Presente |